# Thai Chrysler Automotive
Die Thai Chrysler Automotive Ltd. ist ein am 12. Februar 1996 gegründeter Automobilhersteller mit Unternehmenssitz in Bangkok, Thailand. Die Tochtergesellschaft der amerikanischen Chrysler Group LLC ist speziell für die Produktion zur Versorgung des südostasiatischen Raumes bestimmt. Für den Bau des Werkes wurde eine Investition von 31. Millionen Baht aufgebracht.
In Bangkok hergestellt werden seither der Chrysler Grand Voyager, der Chrysler Sebring, der Chrysler 300C und der Geländewagen Jeep Cherokee. Ein Auslaufmodell hingegen stellt der Chrysler PT Cruiser dar, welcher hier lediglich noch für die beiden chinesischen und den südkoreanischen Markt hergestellt wird. Für den Vertrieb der Fahrzeuge ist allerdings die Vertriebsgesellschaft Chrysler Sales And Service (Thailand) Ltd. zuständig.
Die Fahrzeuge aus der thailändischen Produktion sind anhand der Fahrzeug-Identifikationsnummer zu erkennen: sie beginnt mit dem Herstellercode ML4 beim Jeep Cherokee (Bangchan General Assembly) und mit MLA bei den Chrysler-Pkw.

## Modellübersicht

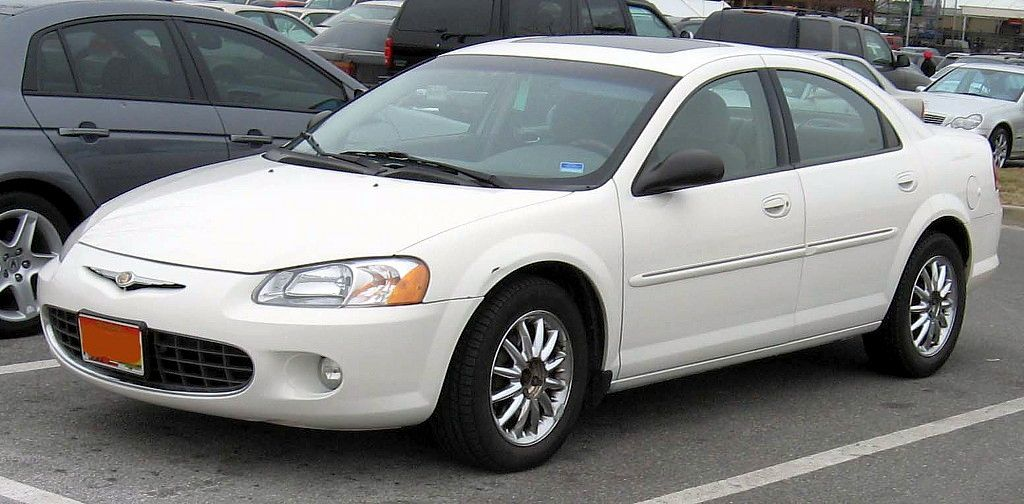
Chrysler Sebring 2000 bis 2004
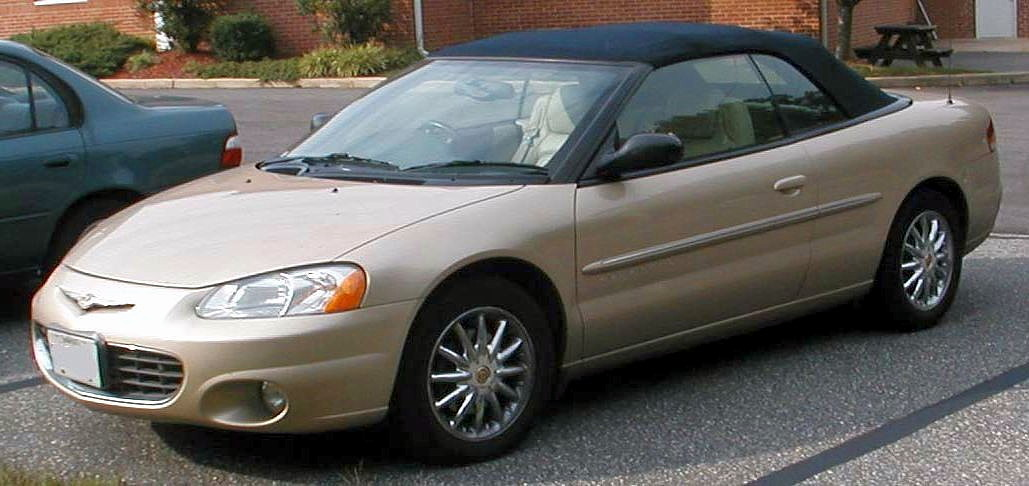
Chrysler Sebring Convertible 2000 bis 2004
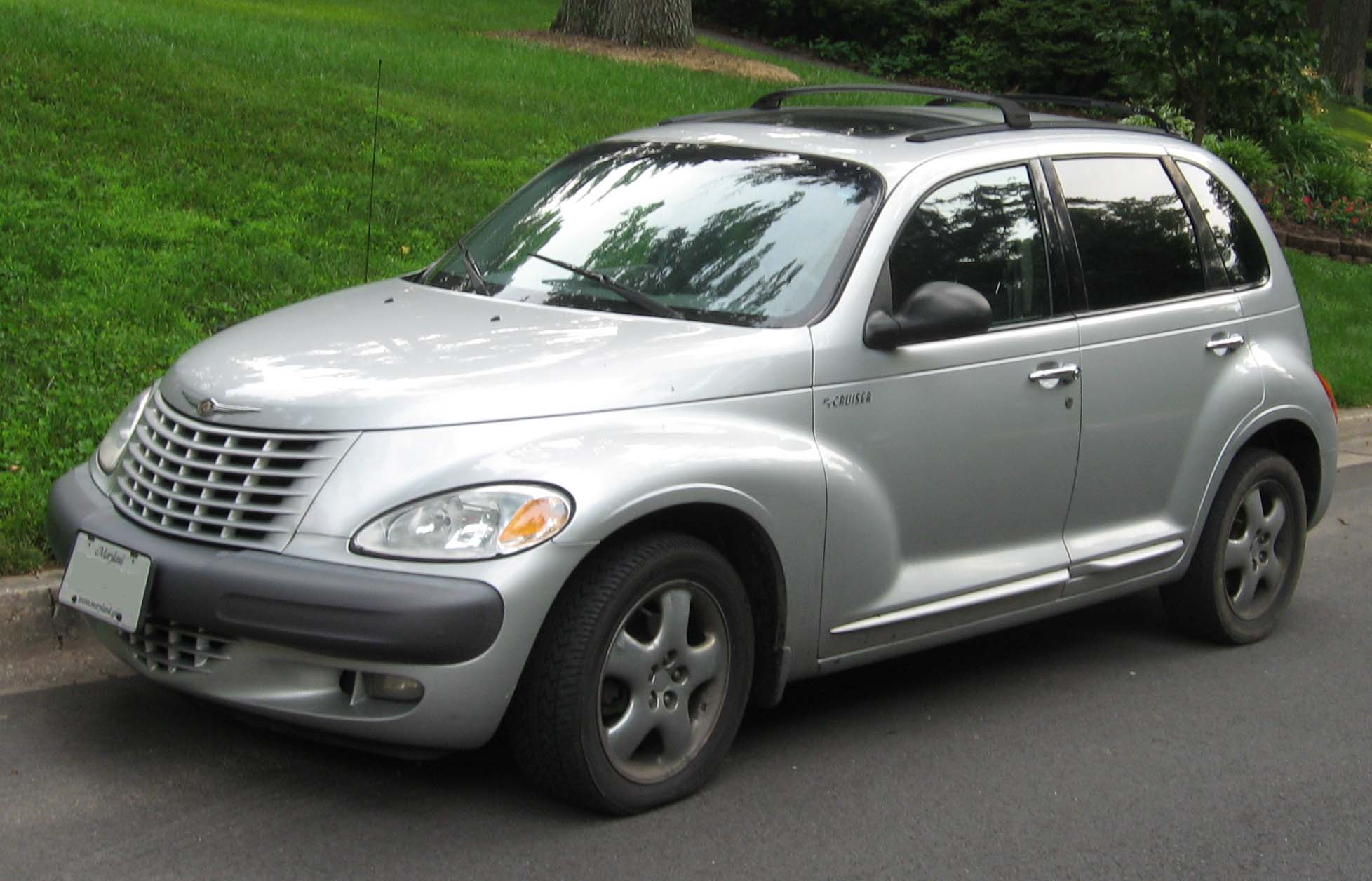
Chrysler PT Cruiser Sedan 2001 bis 2006
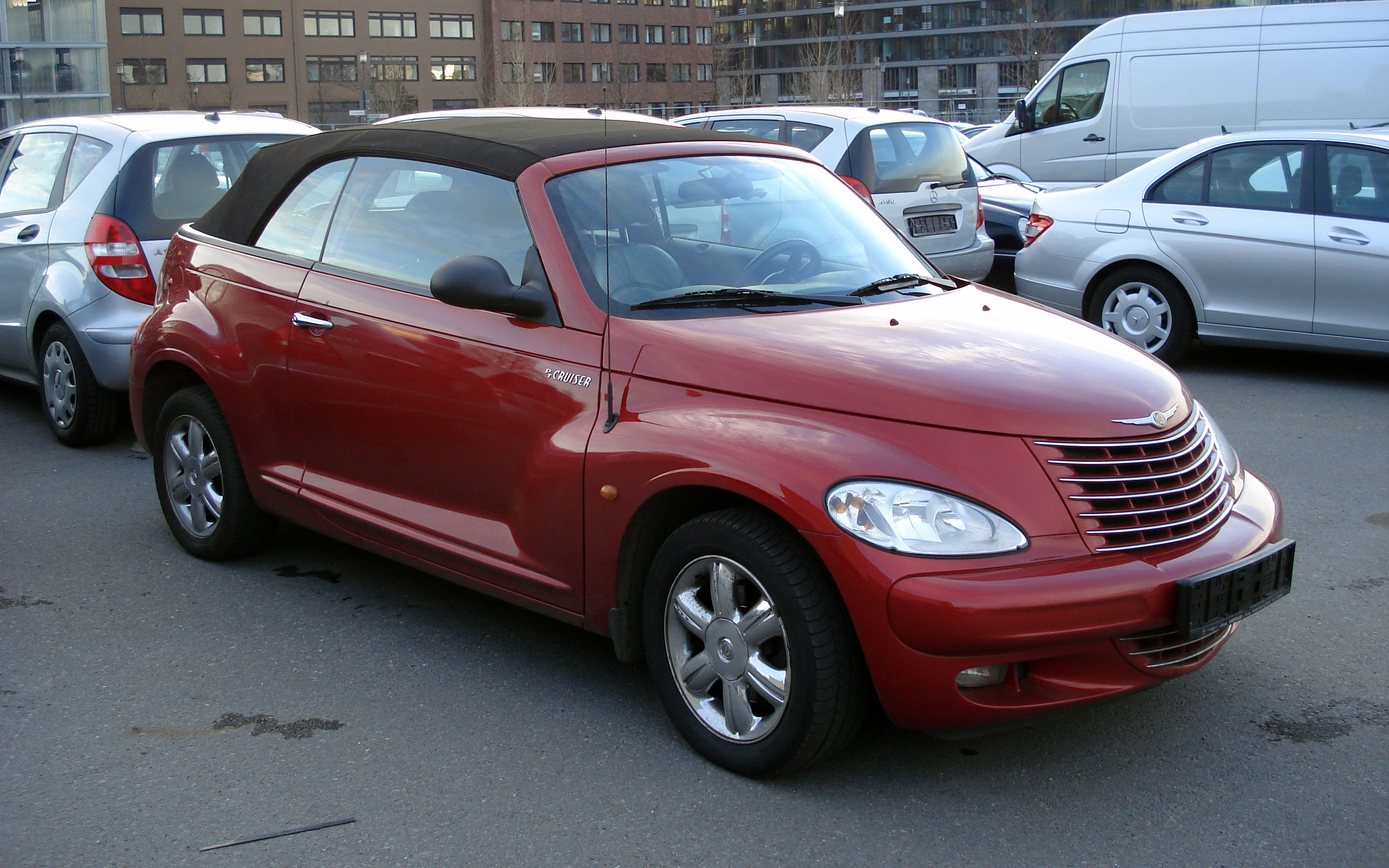
Chrysler PT Cruiser Convertible 2001 bis 2006
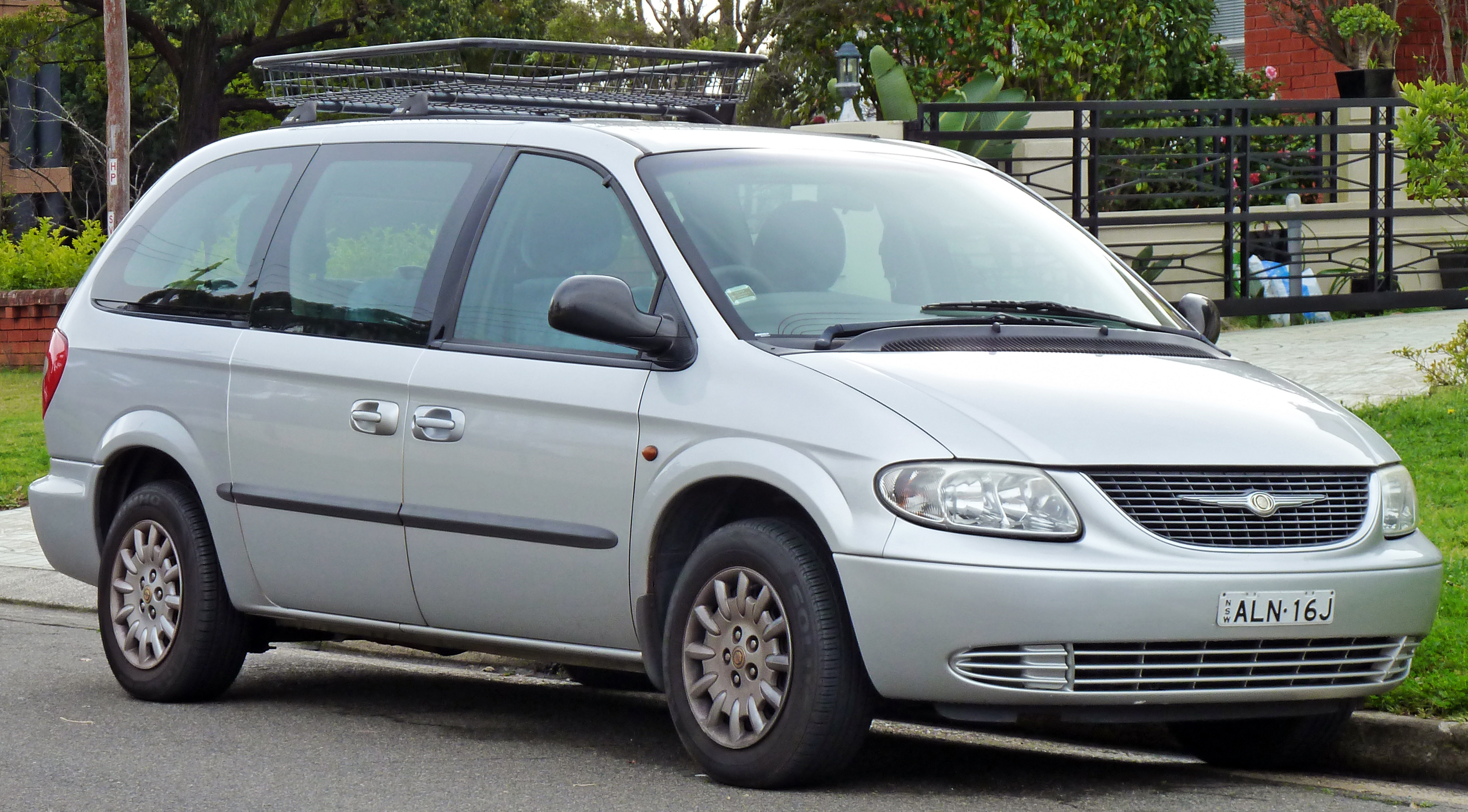
Chrysler Grand Voyager 2001 bis 2005
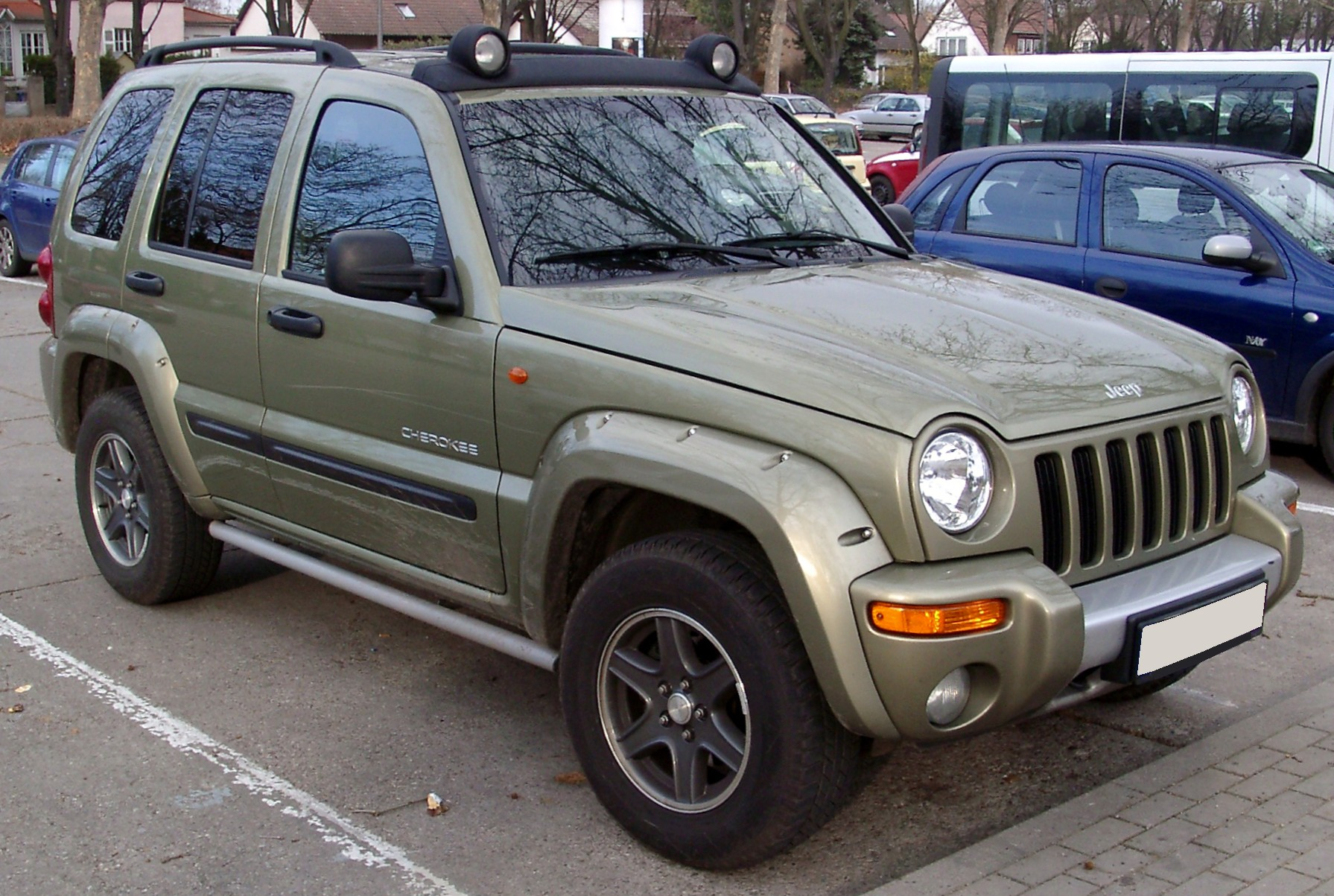
Jeep Cherokee 2001 bis 2008
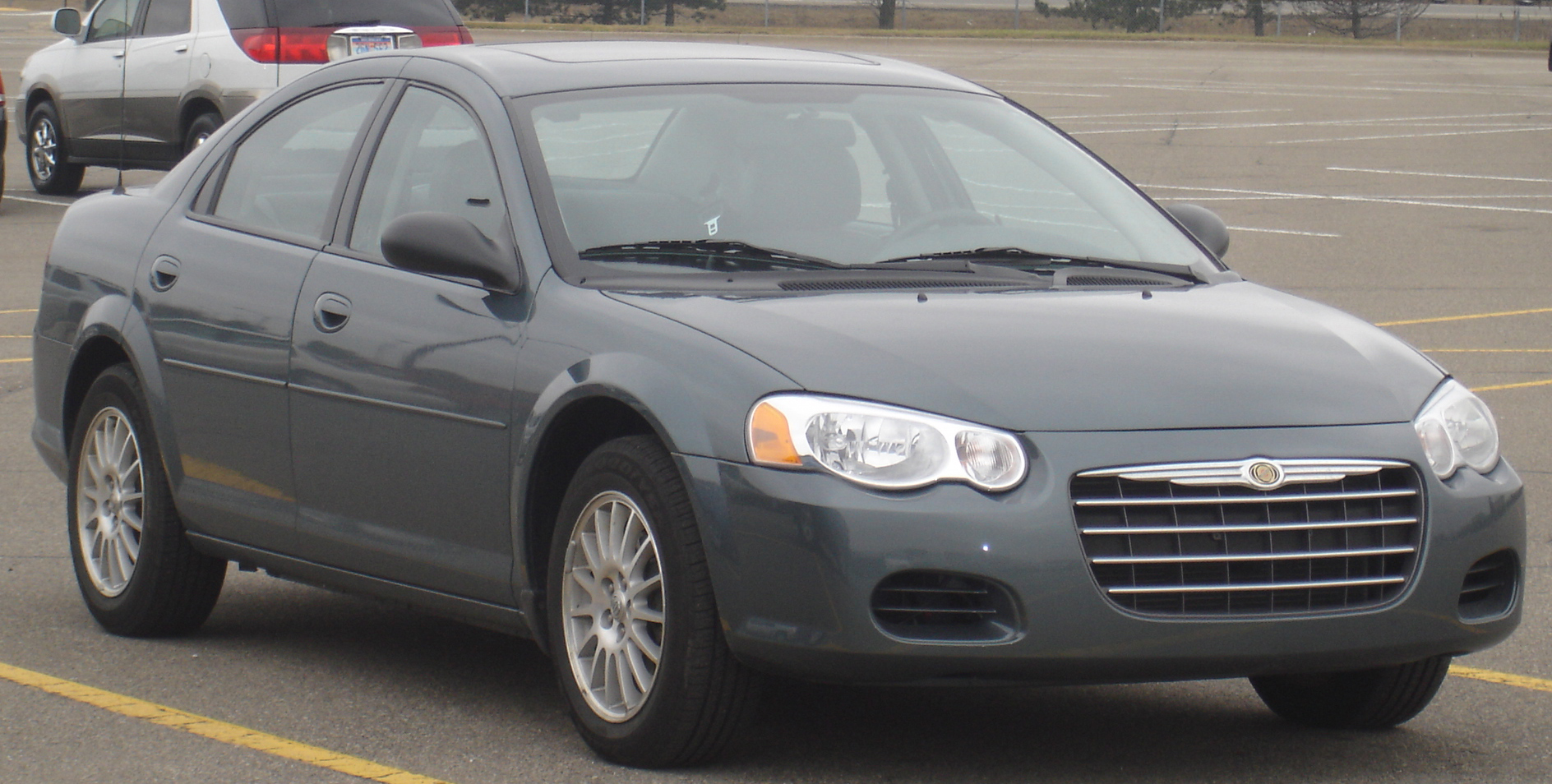
Chrysler Sebring 2004 bis 2007
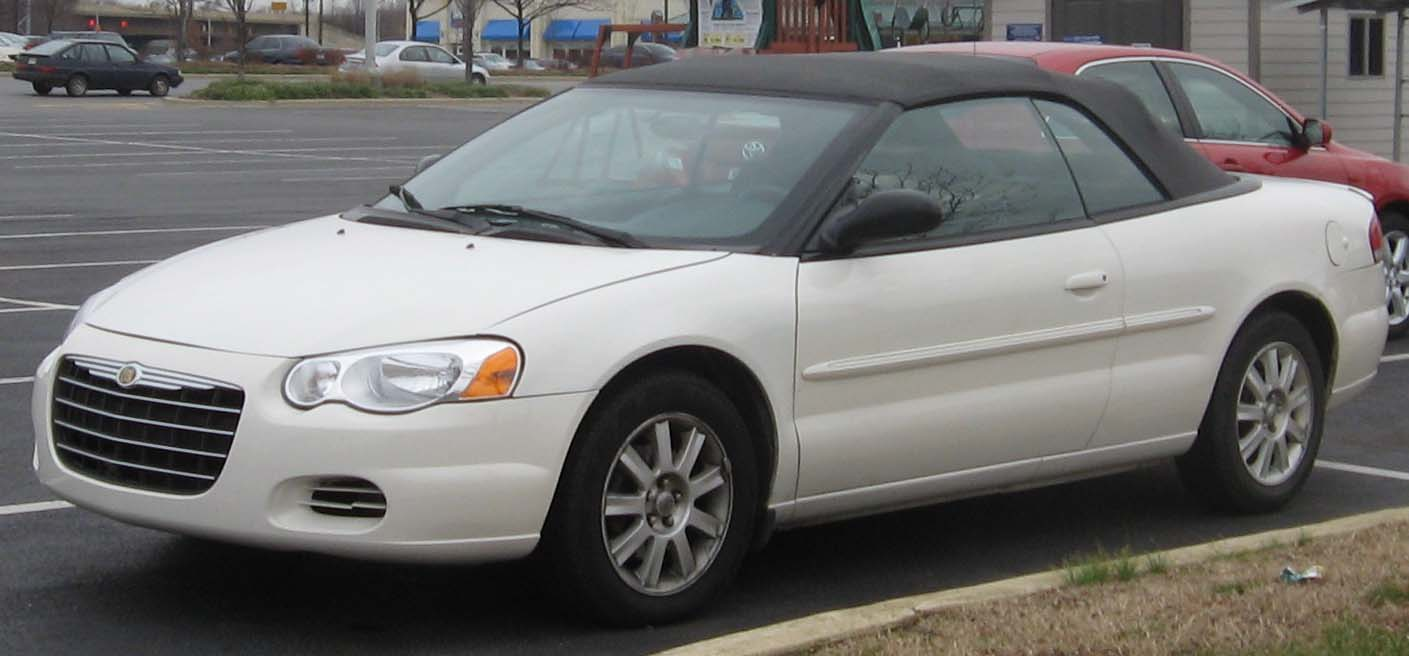
Chrysler Sebring Convertible 2004 bis 2007
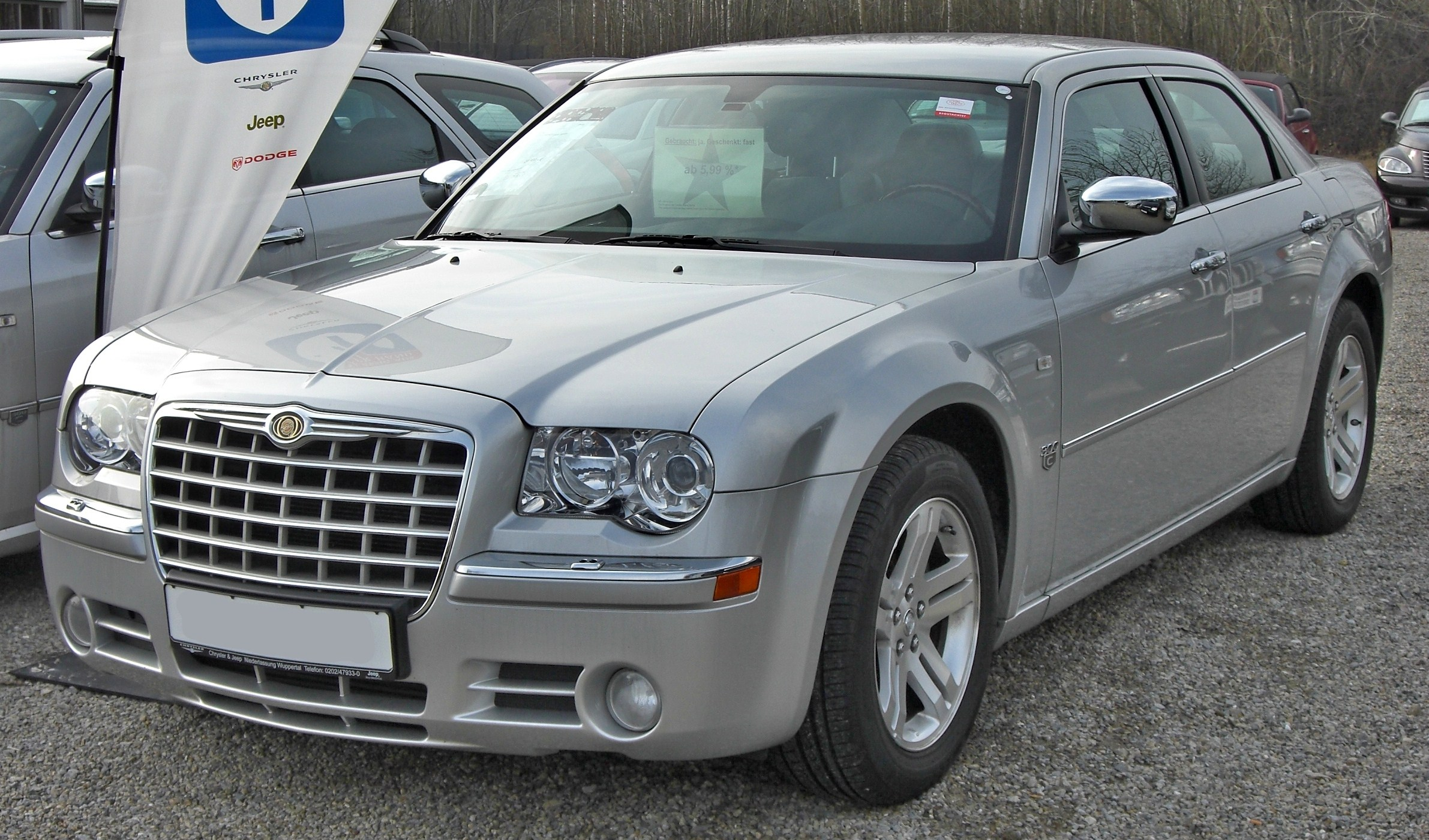
Chrysler 300C Signature seit 2004
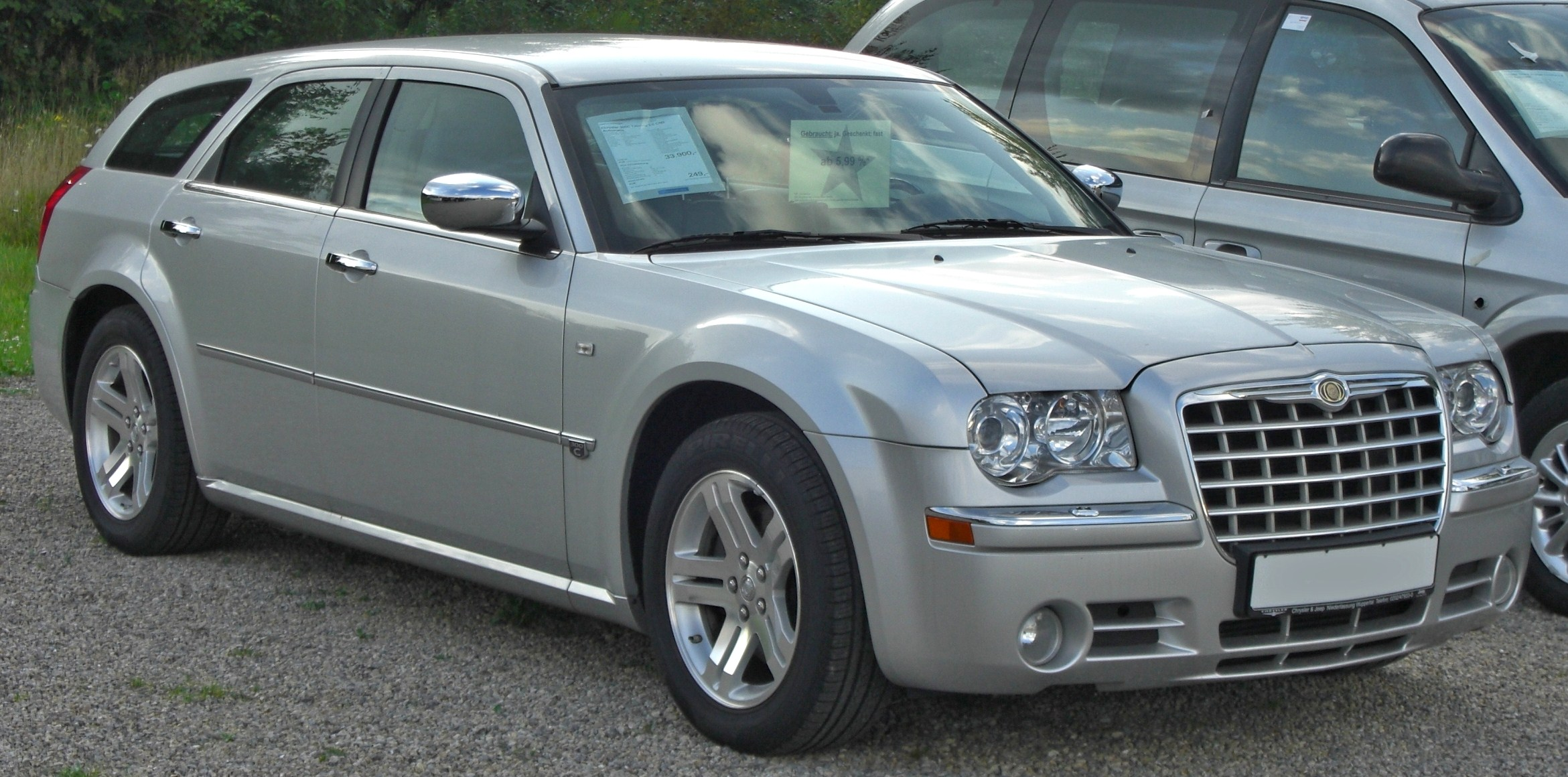
Chrysler 300C Touring seit 2004
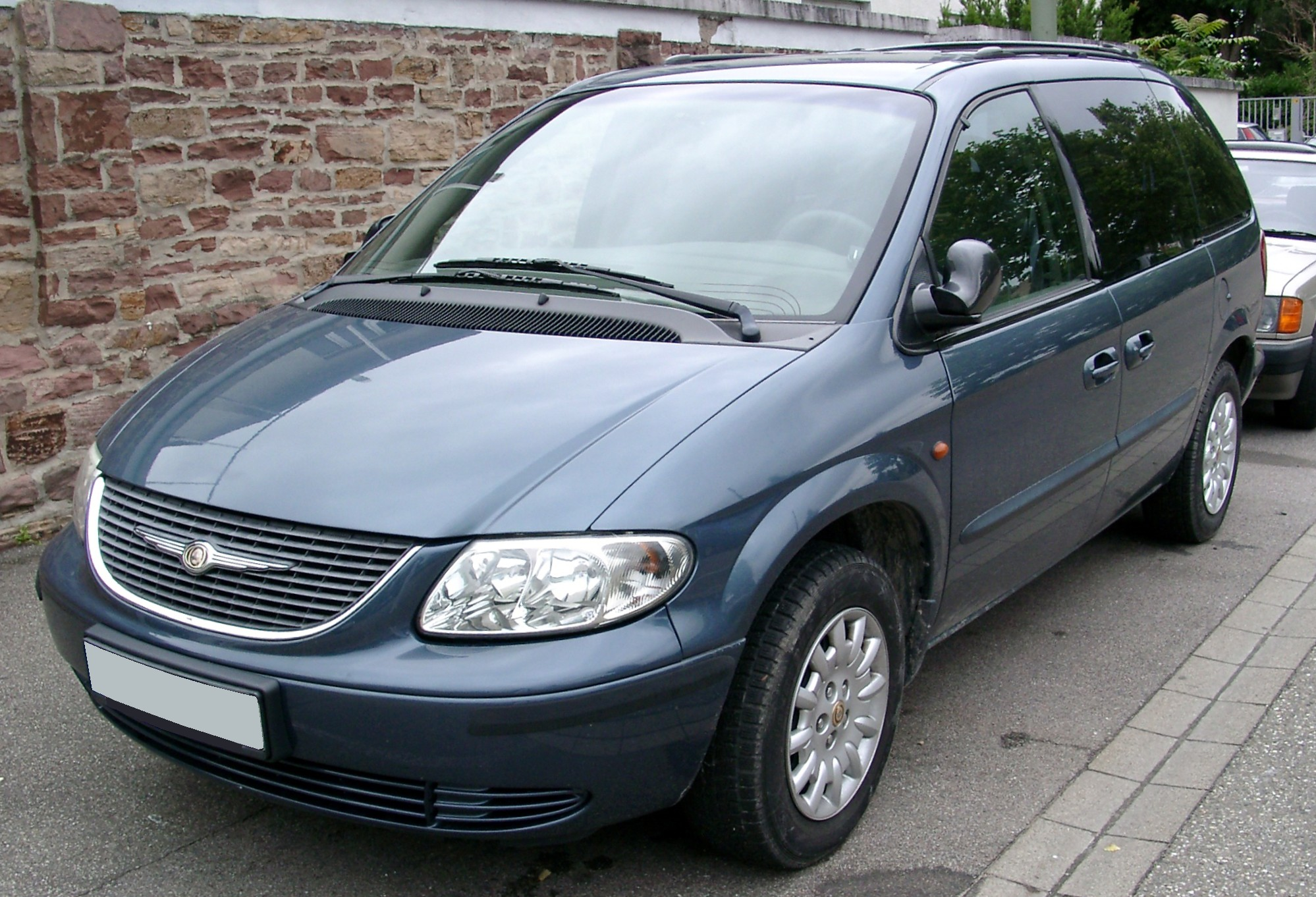
Chrysler Grand Voyager 2005 bis 2007
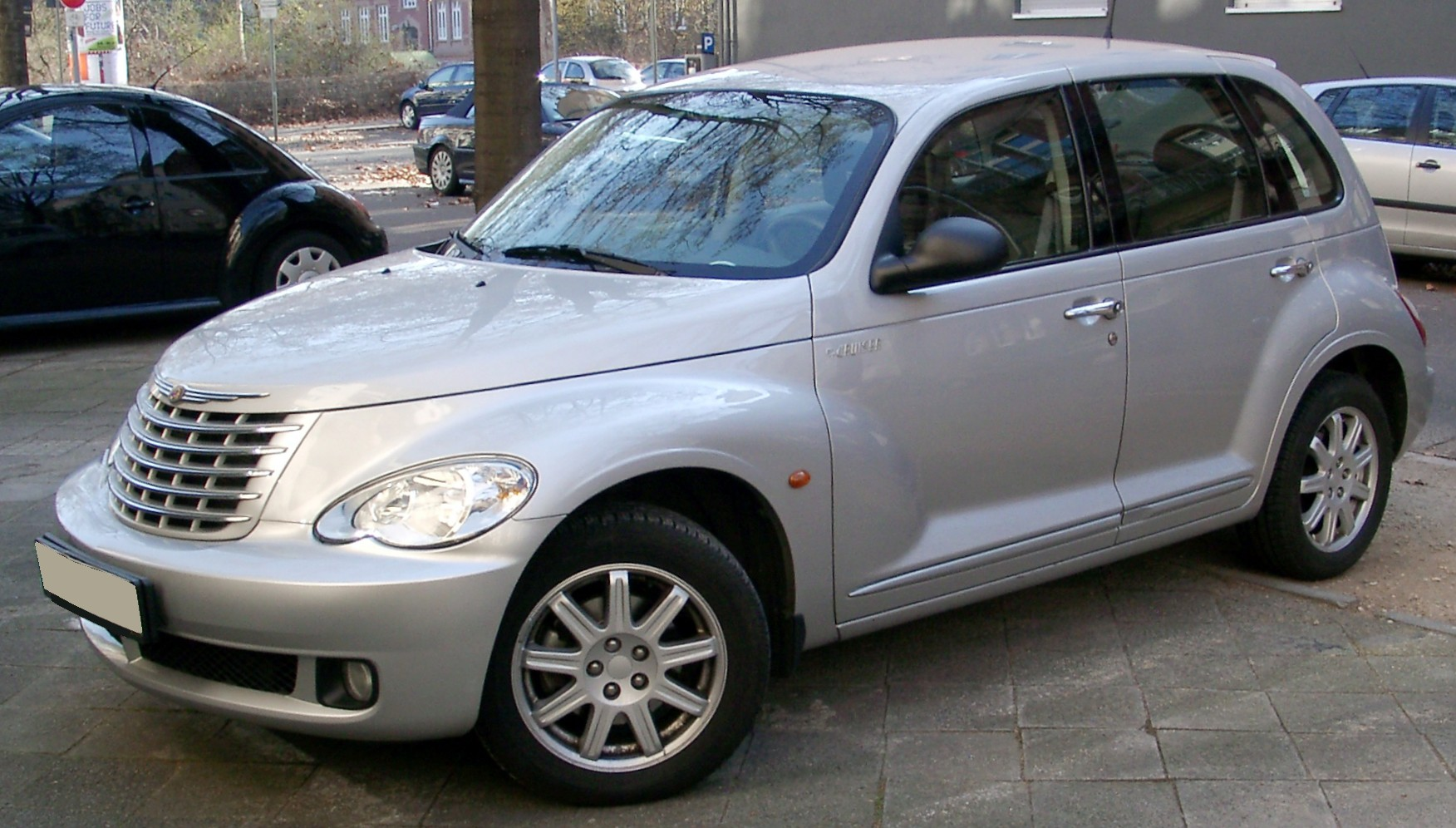
Chrysler PT Cruiser Sedan seit 2006
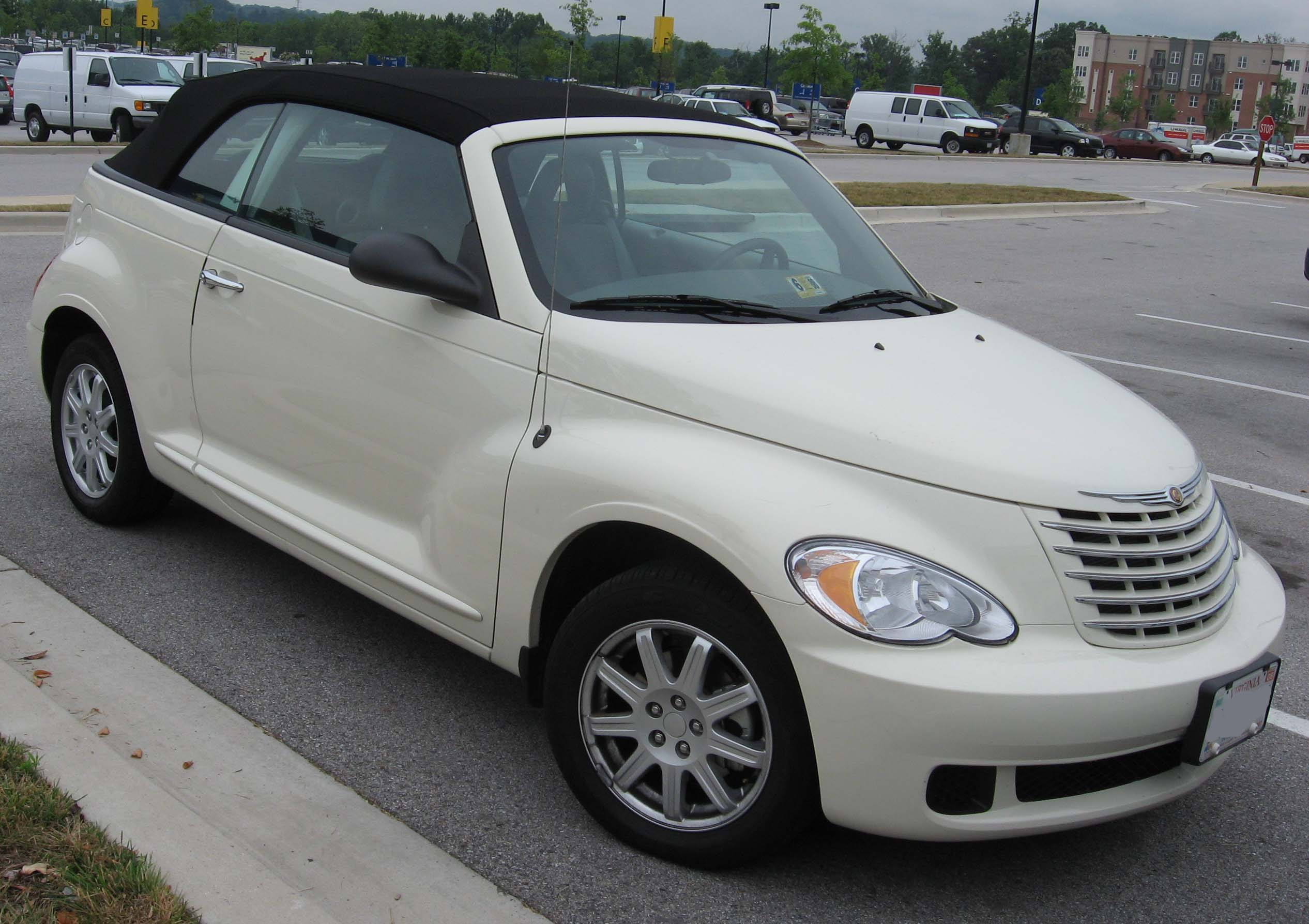
Chrysler PT Cruiser Convertible 2006 bis 2009
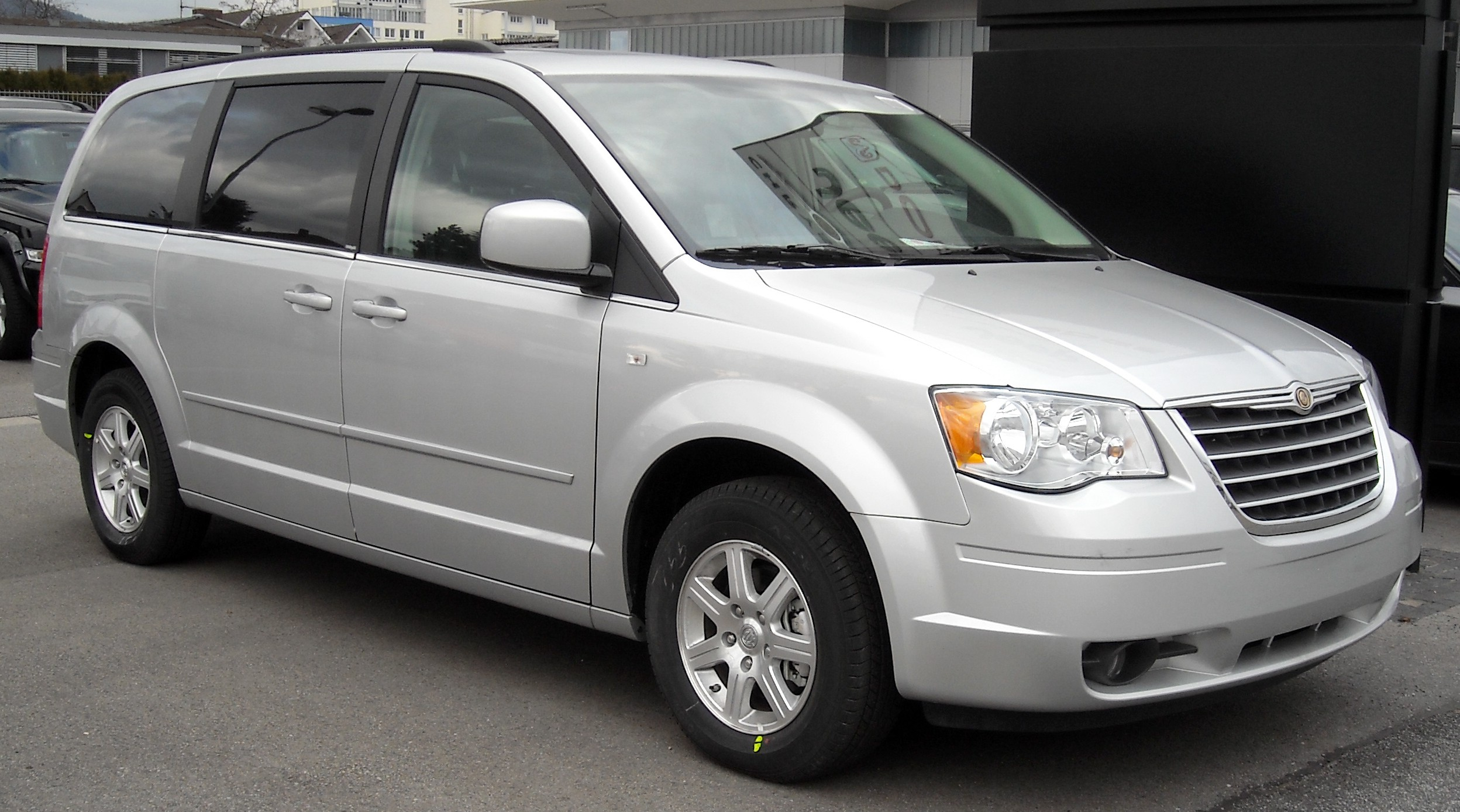
Chrysler Grand Voyager seit 2007
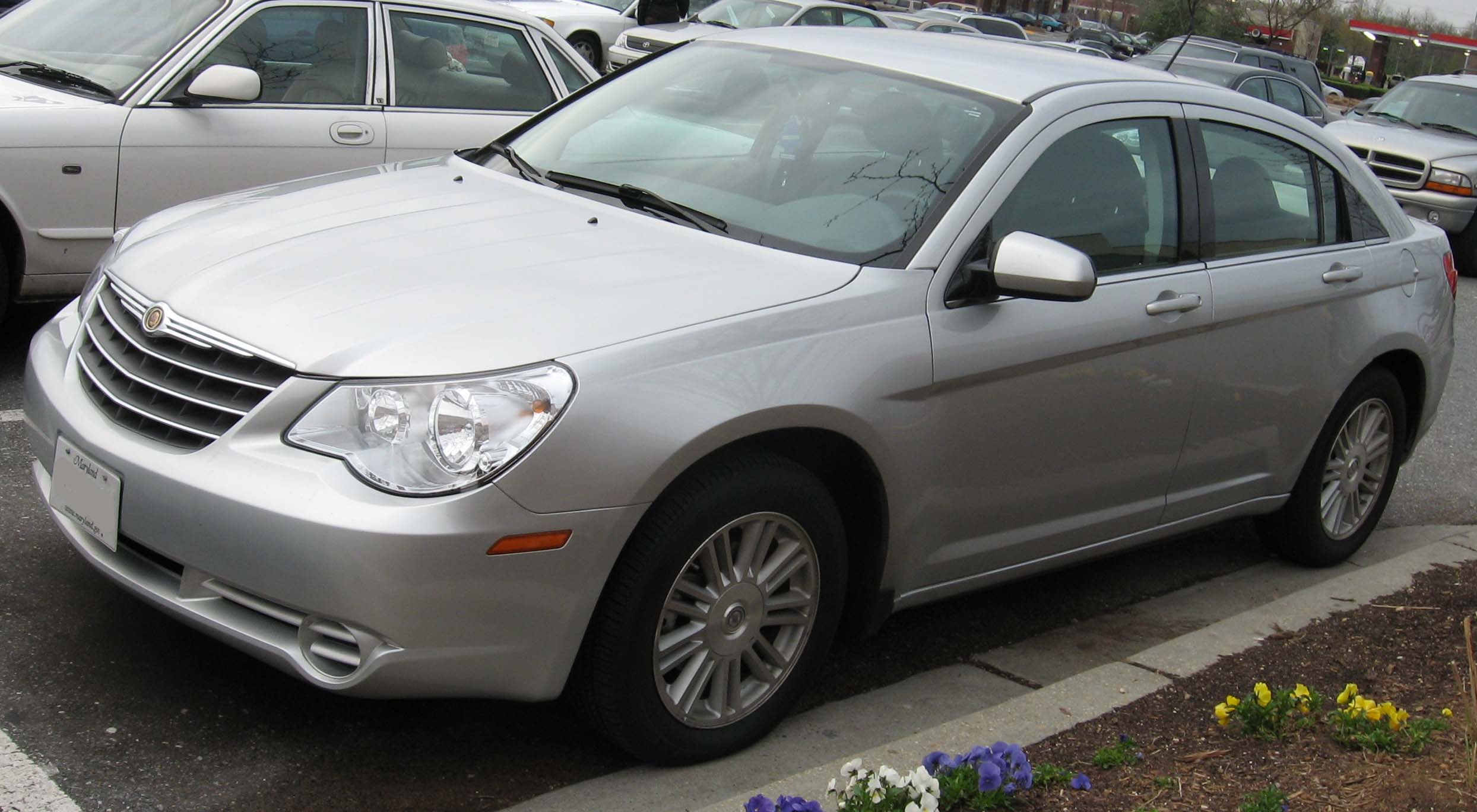
Chrysler Sebring seit 2007
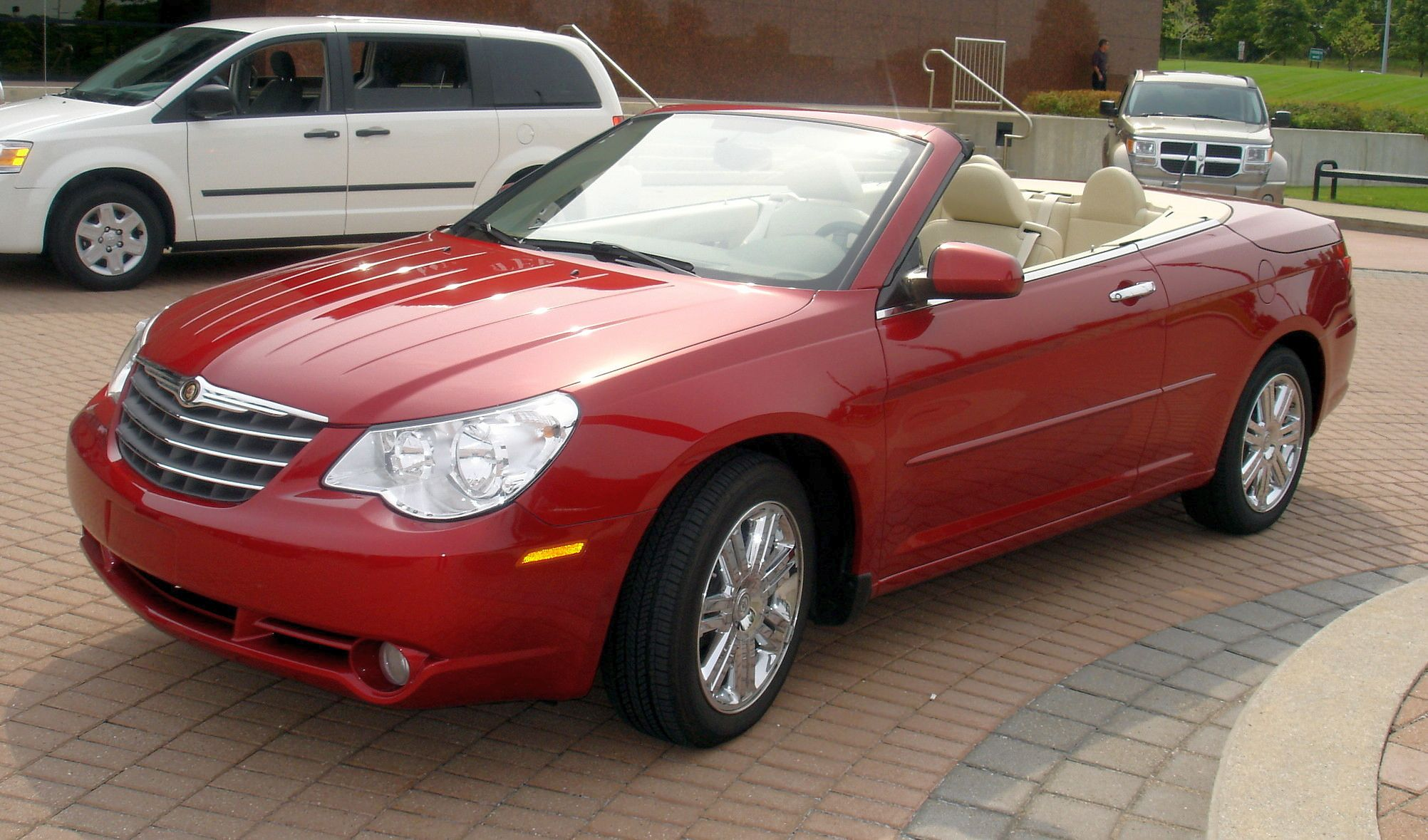
Chrysler Sebring Convertible seit 2007
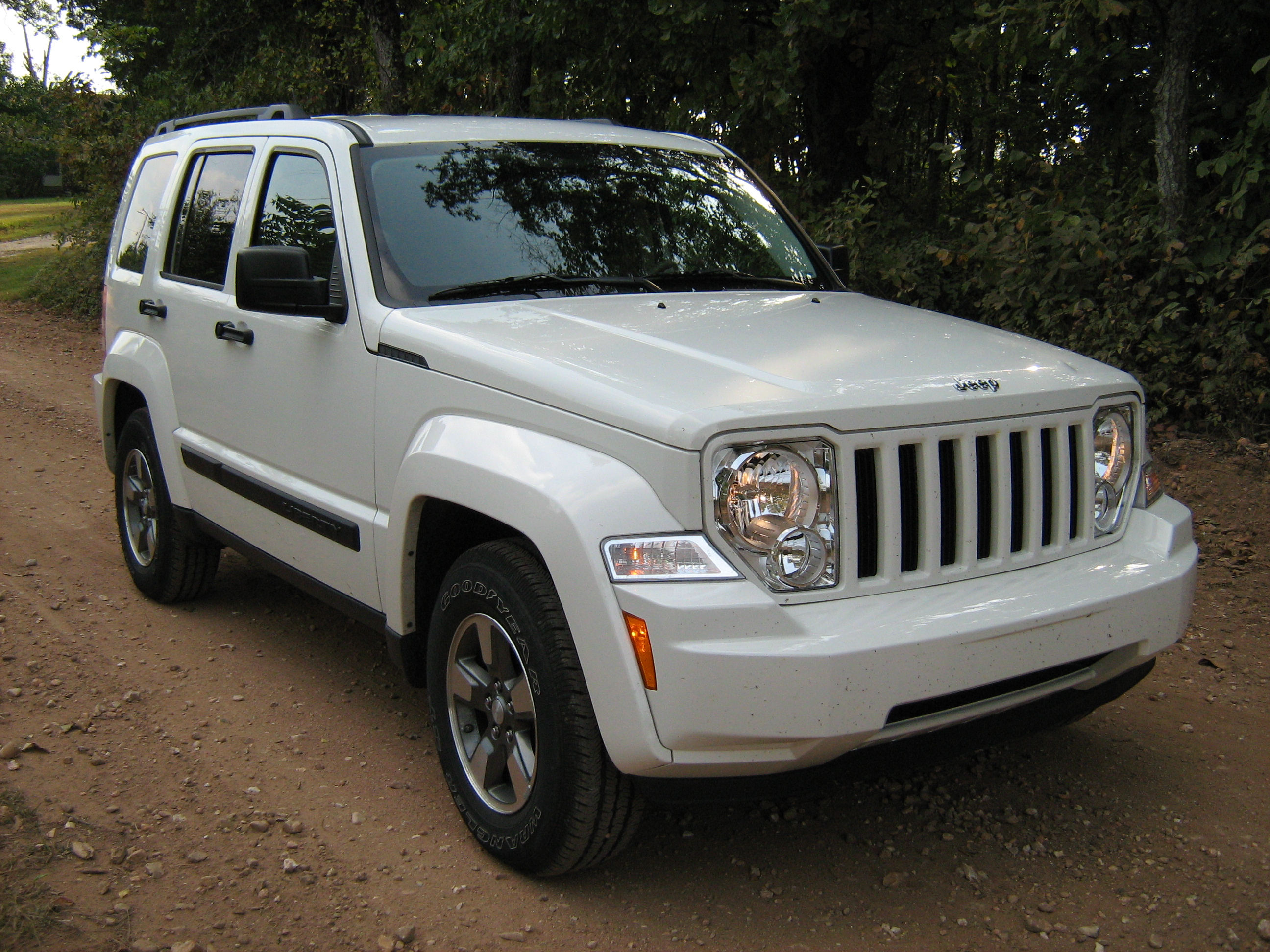
Jeep Cherokee seit 2008